# Francesc Laporta i Mercader
Francesc Laporta i Mercader (Santa Maria de Sants, 28 de juny del 1857 - Rubí, 25 d'agost del 1900) fou un pianista, compositor i pedagog català.
Nascut a Sants, germà de Jacint Laporta i Mercader (1854-1938), aviat va rebre la seva primera formació musical per part del seu pare. Aquests estudis de música prosseguiren sota la direcció de José Ferrer i Rodríguez, cursant alhora el batxillerat en arts a l’Institut Provincial de Segona Ensenyança. Va estudiar composició amb els mestres Josep Rodoreda i Joan Baptista Pujol, essent un deixeble predilecte.
De 1876 a 1886 va ser director artístic de l’antiga societat coral El Porvenir de Sants, amb la qual va guanyar dos importants certàmens, a més de compondre obres per a cor, interpretades per la societat coral, sol·licitades posteriorment per moltes altres societats.
Fou proposat -per unanimitat del jurat- per ocupar la plaça de professor de l’Acadèmia de la Casa Provincial de Caritat en les oposicions celebrades el juny de 1886, destacant per la brillantor dels seus exercicis. Posteriorment, renuncià a aquesta plaça per exercir com a professor a l’Escola Municipal de Cecs i Sordmuts.
Com a compositor va escriure peces per a banda, orquestra, quartet de corda amb piano i harmònium, cançons per a veus de tiple, contralt i baríton, sarsueles, misses i romanços i hom el distingí amb premis a diversos concursos. També realitzà poemes simfònics sobre textos d'autors catalans com Josep Franquesa, Jacint Verdaguer i Apel·les Mestres i va fer molts arranjaments d'obres d'autors diversos.
Al concert necrològic que se li dedicà el 30 de setembre del 1900 se li estrenà pòstumament una peça per a coral.

## Obres
- Alborada, fantasia militar per a banda (1880)
- Allà d'allà (1900)
- La barretinaire (1900), cançó sobre una poesia de Jacint Verdaguer[2]
- La festa Major (1878), cançó amb lletra d'Emili Coca, premi del "Certamen Clavé" 1878
- Misa breve
- Misa de requiem
- Misa de gloria
- ¡Morta! (1879), cançó amb lletra de F. Mateu, premi del "Certamen Clavé" 1879
- Pepita, americana (1890), per a banda[6]
- Rosario
- Salve Regina
- Sardana (1890), per a piano
- Sinfonía (1877), per a orquestra
- Tantum ergo

### Per a piano
- Amapola, polca[6]
- Andante
- Gavota (1892)[6]
- Marcha solemne (1890)[6]
- Minueto
- Los Mossos de l'Esquadra
- Los municipales de Sans
- Los polissons
- Romanza sin palabras[6]

### Instruments diversos i veu
- A la luz de la alborada, per a 2 tenores i guitarra
- Abril i mayo, veu i acompanyament, tenora i guitarra

### Música de cambra
- Cançó de tardor, per a quartet de corda
- Capricho, per harmònium i piano
- Duetto, per a flauta i piano
- Fantasía sobre motivos populares catalanes
- Lágrimas fecundas
- Marcha Festival per a quartet de corda
- Marcha Festival per a quintet de corda
- Scherzo, per a clarinet i piano
- Soneto, per a violí i piano
- Temas i Variacions, per harmònium i piano

### Cor
- Ave Maria Stella (1880)
- Canción al Nacimiento del Señor (1890), amb un fragment d'una poesia de Félix Lope de Vega y Carpio[6]
- Coplas a los 7 dolores de la Santísima Virgen (1892), a dues veus iguales i acompanyament d'orgue[6]
- La Festa Major (1878)
- Goigs de Nostra Senyora de Montserrat (1880), amb lletra de Jacint Verdaguer[6]
- Gozos de la Inmaculada Concepción (1890), per a tres veus i harmònium[6]
- Las Golondrinas, idilio a voces solas (1881), premi "Liceo Brigantino de la Coruña" 1882 a la millor composició de l'any per a orfeó[7]
- Himno a las Artes (1880)
- Himno a Nuestra Señora de la Académia (1879)
- Letania la auretana (1878)
- Lo Molí (1878)
- La nit de Sant Joan (1881)
- Stabat Mater (1891), a tres veus amb acompanyament d'harmònium[6]

### Música per a l'escena
- Cada hu per'llá hont l'enfila, 1889?. Sarsuela en un acte amb llibret de Joan Freixas i Freixas
- Un nou Joan
- ¡¡Viva l'avi!!, joguina lírica en un acte y en vers, 1885. Amb llibret de Bonaventura Bassegoda i Amigó